# Upeneus dimipavlov
Upeneus dimipavlov là một loài cá biển thuộc chi Upeneus trong họ Cá phèn. Loài này được mô tả lần đầu tiên vào năm 2021.

## Từ nguyên
Từ định danh dimipavlov được đặt theo tên của Dimitri Alexandrovich "Dimi" Pavlov, nhà ngư học người Nga đang công tác tại Đại học Lomonosov, người đã thu thập, chụp ảnh và tặng các mẫu vật cá phèn từ Việt Nam, gồm cả mẫu định danh của loài cá này, cho mục đích nghiên cứu phân loại.

## Phân bố
U. dimipavlov hiện chỉ được biết đến tại Hòn Tre (Khánh Hòa) trong vịnh Nha Trang, được thu thập ở độ sâu khoảng 15 m.

## Mô tả
Chiều dài lớn nhất được ghi nhận ở U. dimipavlov là 13,4 cm (dài chuẩn). Cơ thể có màu cam phớt đỏ ở nửa trên, nửa dưới màu trắng kem, đôi khi có các đốm đỏ. Đầu màu đỏ nhạt, ánh bạc phía dưới, có các đốm đỏ ở dưới và sau mắt. Râu cá màu trắng hồng hoặc trắng. Vây lưng có 3–4 sọc đỏ hoặc nâu. Vây đuôi có 5–6 vạch thẳng màu đỏ ở thùy trên, thùy dưới có 7–8 vạch nối thành một sọc đỏ.
Số gai vây lưng: 7; Số tia vây lưng: 9; Số tia vây ngực: 14–15.